# 克拉里恩河
克拉里恩河（英語：Clarion River）是阿勒格尼河的一条支流，长约177公里，位于美国宾夕法尼亚州的中西部，属于俄亥俄河流域，在硬木森林中流过狭窄的谷地。